# 田下昌明
田下 昌明（たしも まさあき、1937年 - 2022年7月10日）は、日本の医学者、小児科医。北海道旭川市出身。

## 人物
1964年北海道大学医学部卒業（40期）
医療法人歓生会豊岡中央病院会長、日本家庭教育学会理事、旭川医科大学臨床指導教授、北海道病院協会常務理事、北海道小児科医会理事、社団法人日本小児科学会会員。
「新しい歴史教科書をつくる会」発足以来〜現在、全国評議員、北海道北支部長を務める。2006年6月、「新しい歴史教科書をつくる会」から八木秀次が袂を分って設立した「日本教育再生機構」にも参加。
映画『南京の真実』の賛同者。

## 著書
- 『よい子はこうして育つ』(三晃書房, 1979年9月)
- 『母の積木』(日本教育新聞社出版局, 1984年11月)ISBN 4930821363
- 『田下昌明の子育て健康教室』(日本教育新聞社, 1990年4月)ISBN 4890550380
- 『真っ当な日本人の育て方』(新潮社, 2006年6月)ISBN 4106035669
- 『一に抱っこ二に抱っこ三、四がなくて五に笑顔』(高木書房, 2007年8月)ISBN 978-4884710736